# جاناتان توکل
جاناتان توکل (انگلیسی: Jonathan Tokplé؛ زادهٔ ۲۹ ژوئیهٔ ۱۹۸۶) بازیکن فوتبال اهل فرانسه است.
از باشگاه‌هایی که در آن بازی کرده‌است می‌توان به باشگاه فوتبال پاری سن ژرمن و باشگاه فوتبال لو مان اشاره کرد.
وی همچنین در تیم ملی فوتبال توگو بازی کرده‌است.